# 九坝站
九坝站位于甘肃省永昌县九坝村，是兰新铁路的一座火车站，等级为五等站，距兰州站347公里，距乌鲁木齐站1545公里，本站及相邻上下行区间均为电气化区段。本站不办理客货运业务。邮政编码为737204。